# Pseudopod

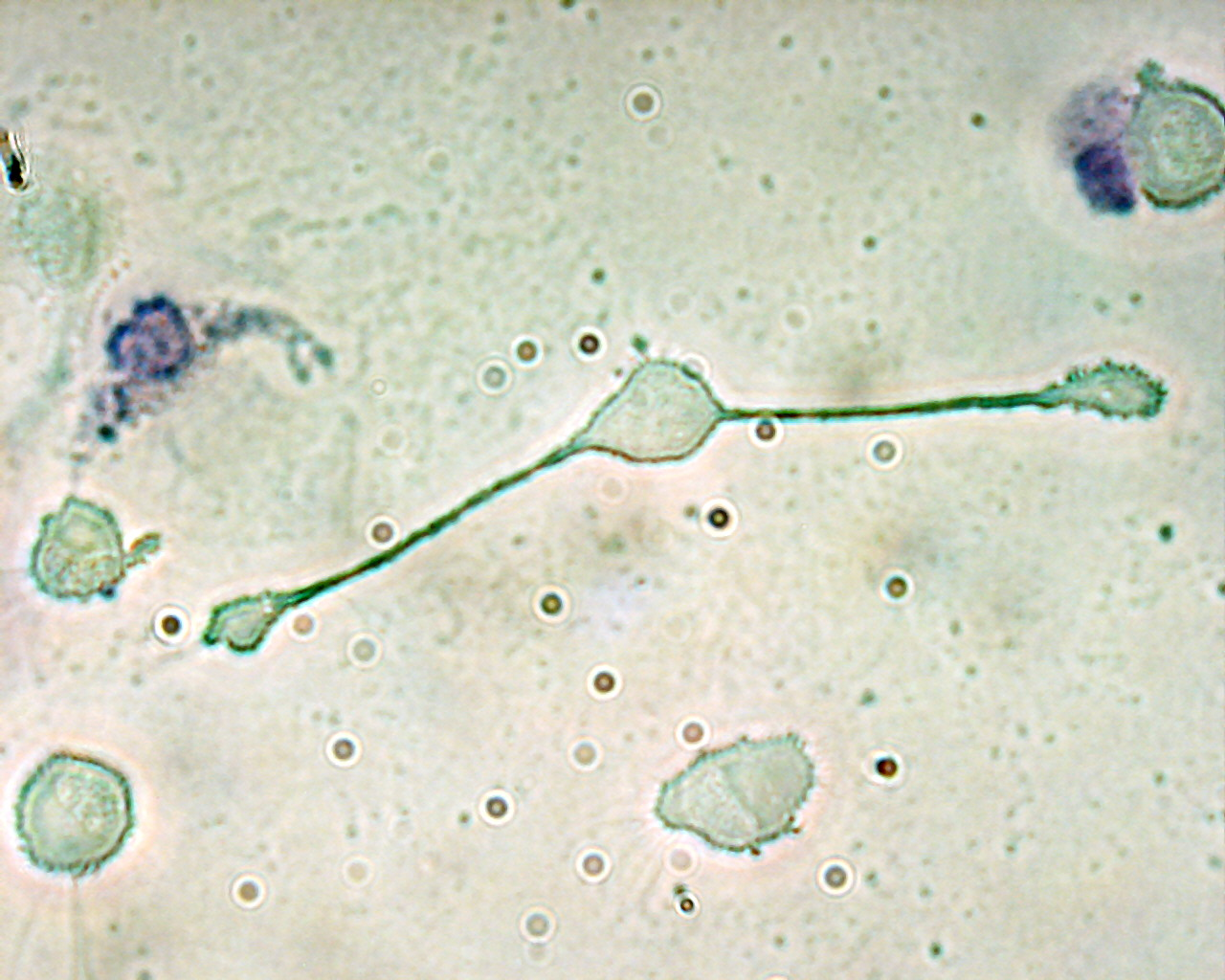
Pseudopodele celulelor macrofage

Pseudopodele sunt piciorușele false cu care amiba se poate deplasa și poate îngloba particule sau bacterii pe care le introduce în citoplasmă sub formă de vacuolă digestivă. Și alte protozoare, ca euglena verde și parameciul, au pseudopode. Euglena are ca pseudopod un flagel, cu rol în locomoție, iar parameciul are cili.

## Legături externe
- „pseudopod” la DEX online